# Templemars
Templemars település Franciaországban, Nord megyében. Lakosainak száma 3630 fő (2022. január 1.). Templemars Faches-Thumesnil, Avelin, Seclin, Vendeville és Wattignies községekkel határos.

## Népesség
A település népessége az elmúlt években az alábbi módon változott:
| Lakosok száma | 3216 | 3318 | 3382 | 3344 | 3401 | 3465 | 3528 | 3635 | 3630 |
|               | 2013 | 2015 | 2016 | 2017 | 2018 | 2019 | 2020 | 2021 | 2022 |